# New Breed (ECW)
New Breed was een professioneel worstelstable dat actief was in de World Wrestling Entertainment op WWE ECW, in 2007. De leden van dit team waren Elijah Burke, Marcus Cor Von, Kevin Thorn, Matt Striker en Ariel, die de rol had van een valet. Een paar weken later werd CM Punk ook lid van dit team.